# Arani, Bolivia

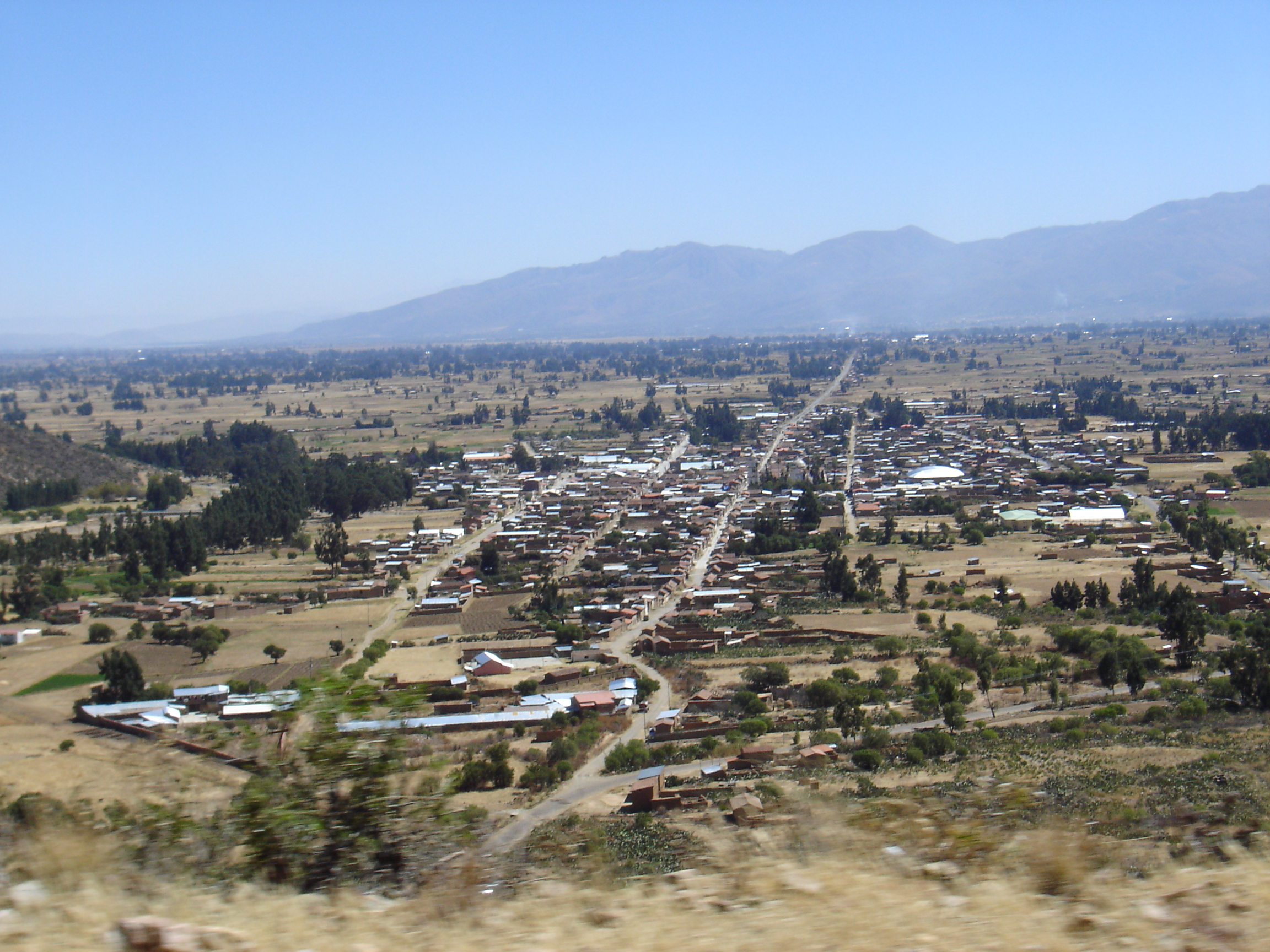
Arani

Arani är huvudort i provinsen Arani i departementet Cochabamba i Bolivia.